# 泰尔瓦勒 (芒什省)
泰尔瓦勒（法語：Thèreval，法語發音：[tɛʁval]）是法国芒什省的一个市镇，属于圣洛区。该市镇于2016年由原市镇埃贝克勒翁和拉沙佩勒昂瑞热合并而成。

## 地名
“泰尔瓦勒”（Thèreval）一名由“泰尔”（Thère）和“瓦勒”（Val）两部分复合而成：前者是泰雷特河（Terrette）的旧名；后者在法语中意为“谷”。

## 地理
泰尔瓦勒（49°7'34"N, 1°9'59"W）面积28.39 平方千米，位于法国诺曼底大区芒什省，该省份为法国西北部沿海省份，西、北、东北三面环大西洋，东起顺时针与卡爾瓦多斯省、奧恩省、马耶讷省和伊勒-维莱讷省接壤。
与泰尔瓦勒接壤的市镇（或旧市镇、城区）包括：阿尼欧、勒梅尼勒阿梅、朗庞、圣吉勒、勒米伊莱马赖、蓬埃贝尔、阿米尼、马里尼勒洛宗、洛宗河畔蒙特勒伊、勒梅尼勒厄里。
泰尔瓦勒的时区为UTC+01:00、UTC+02:00（夏令时）。

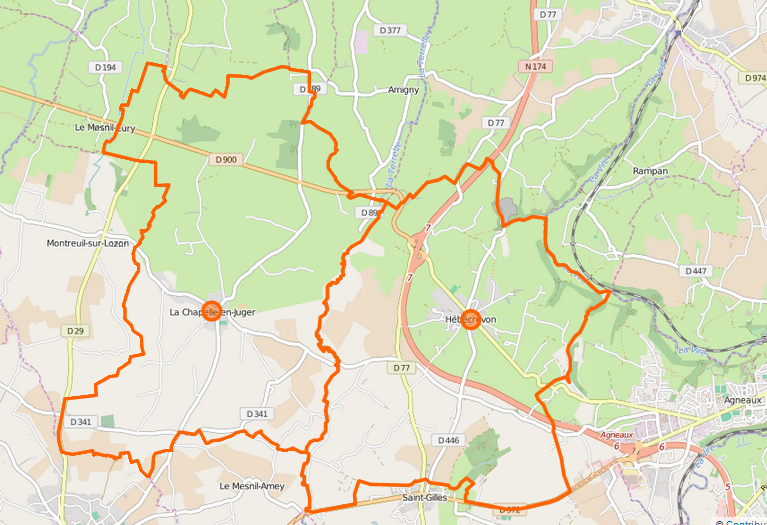
泰尔瓦勒的OSM定位图

## 行政
泰尔瓦勒的邮政编码为50180，INSEE市镇编码为50239。

## 政治
泰尔瓦勒所属的省级选区为圣洛第一县。

## 人口
泰尔瓦勒于2022年1月1日时的人口数量为1781人。